# Chungju-ho
Chungju-ho (kor. 충주호) – sztuczny zbiornik wodny w Korei Południowej, w prowincji Chungcheongbuk-do, na wschodnich obrzeżach miasta wydzielonego Chungju. Jest drugim pod względem powierzchni sztucznym jeziorem w Korei Południowej. Zbiornik powstał w wyniku wybudowania betonowej zapory Chungju Dam (충주댐) na rzece Han-gang. Budowa zakończyła się w 1985. 
Zbiornik zajmuje powierzchnię 64 km². Średnia pojemność w ciągu roku to 1535 mln m³. Średnia głębokość wynosi 28,4 m. Powierzchnia zlewiska – 6648 km² (lub 6651,9 km²). Średni roczny całkowity napływ wody – 175 m³/s. Zdolność energetyczna sięga 412 000 kW, zdolność przeciwpowodziowa 616 milionów m³. Roślinność pokrywa około 92% powierzchni zlewni, około 83% powierzchni obszaru zajmują lasy. Średnie roczne opady sięgają 1359,5 mm. Średnia roczna temperatura wynosi 9,4 °C. Zapora, piętrząca wodę w zbiorniku, jest największą wielofunkcyjną betonową zaporą w Korei Południowej. Ma długość 447 m i wysokość 97,5 m.
Jest to zbiornik wielofunkcyjny, powstał przede wszystkim w celu gromadzenia wody na potrzeby ludności i przemysłu miasta Chungju i regionu, ochrony przeciwpowodziowej oraz produkcji energii. Pełni również funkcje turystyczno-rekreacyjne. Istnieje możliwość rejsu promem po jeziorze. Wokół zbiornika wytyczono szlaki turystyczne.
U południowego brzegu zbiornika rozciąga się Park Narodowy Woraksan, zajmujący powierzchnię 287,57 km². Założony został w 1984. Nad zbiornikiem funkcjonują m.in. takie instytucje jak Water Culture Center i Cheongpung Culture Center.
Obserwacje wykonywane od 1999 do 2014 potwierdziły występowanie 103 gatunków ptaków. W 2014 najliczniejsze były populacje: kaczki pstrodziobej (Anas poecilorhyncha), głowienki zwyczajnej (Aythya ferina), krzyżówki (Anas platyrhynchos), krakwy (Anas strepera), cyraneczki zwyczajnej (Anas crecca), łyski zwyczajnej (Fulica atra) oraz ogoniatki czubatej.